# Jordan Sarrou
Jordan Sarrou (Saint-Étienne, 9 de diciembre de 1992) es un deportista francés que compite en ciclismo de montaña en la disciplina de campo a través.
Ganó once medallas en el Campeonato Mundial de Ciclismo de Montaña entre los años 2012 y 2023, y tres medallas en el Campeonato Europeo de Ciclismo de Montaña entre los años 2014 y 2020.
Estudió el grado de Técnicas de la Comunicación en la Universidad Saboya Mont Blanc.

## Medallero internacional
| Campeonato Mundial | Campeonato Mundial            | Campeonato Mundial | Campeonato Mundial         |
| Año                | Lugar                         | Medalla            | Competición                |
| ------------------ | ----------------------------- | ------------------ | -------------------------- |
| 2012               | Leogang/Saalfelden (Austria)  | Medalla de plata   | Campo a través por relevos |
| 2013               | Pietermaritzburg (Sudáfrica)  | Medalla de plata   | Campo a través por relevos |
| 2014               | Hafjell/Lillehammer (Noruega) | Medalla de oro     | Campo a través por relevos |
| 2015               | Vallnord (Andorra)            | Medalla de oro     | Campo a través por relevos |
| 2016               | Nové Město (República Checa)  | Medalla de oro     | Campo a través por relevos |
| 2017               | Cairns (Australia)            | Medalla de bronce  | Campo a través por relevos |
| 2019               | Mont-Sainte-Anne (Canadá)     | Medalla de bronce  | Campo a través por relevos |
| 2020               | Leogang (Austria)             | Medalla de oro     | Campo a través             |
| 2020               | Leogang (Austria)             | Medalla de oro     | Campo a través por relevos |
| 2021               | Val di Sole (Italia)          | Medalla de oro     | Campo a través por relevos |
| 2023               | Glasgow (Reino Unido)         | Medalla de plata   | Campo a través por relevos |
| Campeonato Europeo |                               |                    |                            |
| Año                | Lugar                         | Medalla            | Competición                |
| 2014               | St. Wendel (Alemania)         | Medalla de oro     | Campo a través por relevos |
| 2016               | Huskvarna (Suecia)            | Medalla de plata   | Campo a través por relevos |
| 2020               | Monteceneri (Suiza)           | Medalla de plata   | Campo a través por relevos |